# Maxis Communications
Maxis Communications hay Maxis Berhad là một nhà cung cấp dịch vụ mạng viễn thông và internet của Malaysia. Có trụ sở chính tại Kuala Lumpur, công ty cung cấp nhiều loại sản phẩm về internet, ứng dụng truyền thông và các dịch vụ giá trị gia tăng cho người tiêu dùng và doanh nghiệp.
Maxis hiện sở hữu các đầu số là "011 12000000 đến 12499999", "012", "014-2" và "017". Phần lớn cổ phần của công ty thuộc sở hữu của tỷ phú Ananda Krishnan.
Tính tới quý II năm 2018, Maxis có khoẳng 9,863 triệu tài khoản thuê bao (revenue generating subscriber), với 6,747 triệu tài khoản trả trước và 2,97 triệu tài khoản trả sau.
Người dùng smartphone chiếm 87% tài khoản trả trước và 81% trả sau. Mạng có 5,2 triệu thiết bị 4G LTE.

## Lịch sử
Ngày 19/10/1999, Maxis ra mắt thương hiệu thuê báo trả trước "Hotlink".
Năm 2002, Maxis mua lại nhà mạng TimeCel từ công ty TimedotCom Berhad, qua đó sở hữu đầu số 017, bên cạnh đầu số 012 vốn có.